# Cazzago Brabbia
Cazzago Brabbia es una localidad y comune italiana de la provincia de Varese, región de Lombardía, con 816 habitantes.

## Evolución demográfica
| Gráfica de evolución demográfica de Cazzago Brabbia entre 1861 y 2001 |
|                                                                       |
| Fuente ISTAT - elaboración gráfica de Wikipedia                       |